# 沙士 (飲品)

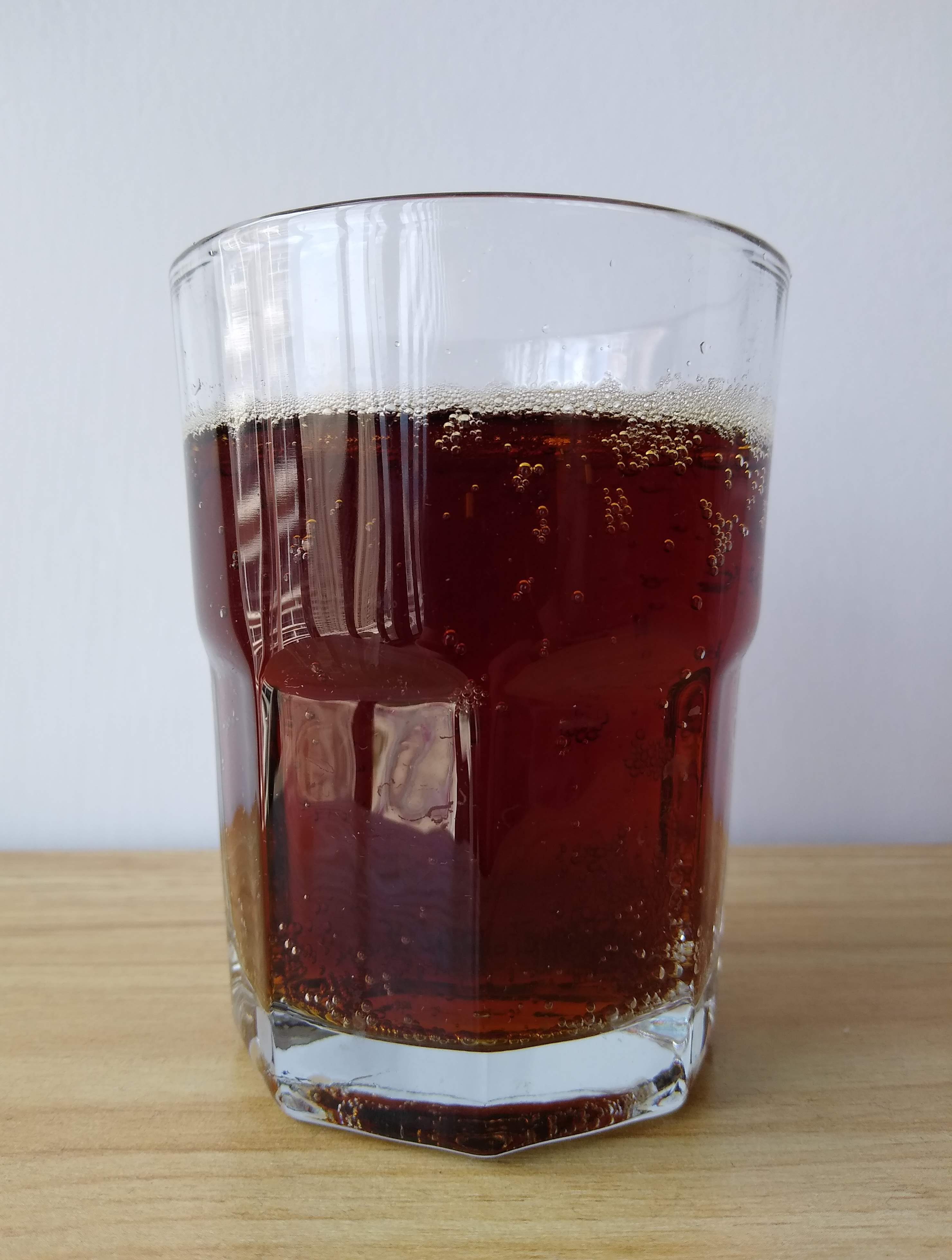
沙示

沙士（英語：或）是一種碳酸飲料，以植物墨西哥菝葜（sarsaparilla）作為原料，因此得名；色澤呈深褐色，有甜味且不含咖啡因，雖與可乐相似但口味及口感不同。沙士源自美国，其中金車公司的麥根沙士，由同為軟性飲料的根汁啤酒演變而來。
後由廣東華僑於40年代從亞洲沙士公司推廣該飲料至中國內地各大城市。成為一時熱門飲料

## 历史

### 起源
沙士早期起源不可考，應該是墨西哥原住民用來解熱的自然草本飲品；美洲殖民者往中美洲擴展勢力範圍後，逐漸演變成為美國民眾常喝飲料。據歷史記載，19世紀，根汁啤酒與薑汁汽水為美國人常飲用的兩種解渴飲料。可樂發明人約翰·彭伯頓（John Pemberton）當初調配具有古柯鹼成分的可樂，其用意之一是為了取代當時盛行於美國的沙士。

### 中国大陸
有资料显示，早于二十世纪初屈臣氏就已经开始在广州、上海等地生产当时名为“荷兰水”的沙士汽水。1930年代，曾于广州屈臣氏汽水厂工作的李智扬与李冠玲、梁汉奇、黄有桐、王贞三等11人集资筹办汽水厂。他们购置了一台旧机器，于1946年2月在大德街80号的一家300平方米厂房正式开业，名为亚洲汽水。沙示推出後，銷售範圍一直局限於廣州市，隨後才逐渐擴展到廣東省。
1949年，屈臣氏被迫退出中國大陸市场。亚洲汽水的厂址迁到大德路298号2000多平方米的厂房。当时亚洲汽水拥有3台12头汽水机，职工80多人，年产量达500多万瓶。1956年，中國共產黨對私營企業進行生產資料所有制的社會主義改造，3月，亞洲汽水被公私合營。在1960年代中期，曾生产各种口味的汽水并出口香港、澳门等地。1966年文化大革命时亚洲汽水被改名做广州饮料二厂、广州饮料总厂一分厂、广州汽水厂，商标及厂房均被充公，直至1984年1月1日，改革開放約四年後，才復名。至1990年代初，亚洲汽水在全国有多家厂房。但1991年產權股权出售给百事公司，随即逐渐式微。2009年5月1日，亚洲汽水產權被香雪制药收购。

### 台灣
直至1946年，台灣的進馨汽水有限公司（今黑松股份有限公司）負責人張文杞前往上海考察。無意間於上海藥房發現一種來自美國，取自天然草本植物墨西哥菝葜的深色氣泡飲料，經上海藥商解釋，該於美國曾風靡一時的飲品，據說能利尿、促汗、解熱。經過試喝，張文杞決定推廣至台灣。於是他輾轉購得配方，並加入密而不宣的添加物來修正口感。1950年，以飲品的定位推出了黑松沙士，有略重的感冒藥水味道。1954年，可口可樂等美國知名碳酸飲料隨美援、駐台美軍而進入台灣。在定位上與可樂相似，卻價錢相對便宜的黑松沙士，漸次成為台灣的碳酸飲料市場新歡，並擁有極大市場佔有率。

## 口味
除了原味之外，部分人有將沙士加鹽使其內氣泡釋放一部份後再飲用的習慣，認為如此較為順口。故有廠商直接推出了「加鹽沙士」。而後可樂一類飲料開始流行添加水果口味，因此現在亦有香柚口味的沙士。甚至有添加瓜拿納萃取物風味的沙士（註：瓜拿納本身含有咖啡因）。

## 偏方
又因為沙士早期被定位為藥品，因此也出現了不少是以沙士為材料的偏方。例如：加鹽沙士比一般沙士更能解熱，或是飲用時加入生雞蛋或加入薑一同加熱過的加鹽沙士，可治療感冒或緩解咽喉炎造成的喉嚨不適等偏方。此外，加鹽沙士據說亦能緩解燥熱、火氣大等症狀。

## 品牌

### 中国大陆
广州现有亚洲汽水，其產權几经易手，仍旧生产沙士汽水。現在的廣告語是：「有我咁好氣，冇我咁長氣，有我咁長氣，冇我咁夠味！」
屈臣氏集團廣州廠房也已重新售賣沙士，有玻璃瓶、易拉罐及膠樽三種包裝。其中广州本地人尤喜爱玻璃瓶，其特殊的气味以及更多更细腻的泡沫深得人心。

### 台湾
台灣主要的品牌為黑松沙士，在台灣幾乎可說是沙士的代名詞，因而有些其他廠商模仿其包裝樣式推出相仿的產品。金車的麥根沙士則是另一知名的口牌，氣味比黑松沙士更像root beer。

### 香港
在香港，屈臣氏集團（長江和記實業有限公司旗下）有製造沙示汽水，百佳超級市場和士多仍有售賣。

## 相關
有傳聞稱「沙士」一詞原本在中文中皆指此飲料，2003年嚴重急性呼吸系統綜合症（SARS）疫情爆發後，香港、澳門將SARS譯為「沙士」，疫情過後港澳便將此種汽水改名為「沙示」，臺灣因對該疫情多用英文縮寫表示，因此對本飲料仍稱「沙士」。唯此說法並不正確，港澳地區多年均稱「沙示」。
見80年代電視廣告片段，其中文名「沙示」及英文名SARSAE一直沿用至今，期間並無因非典型肺炎而有任何改變，故有關傳聞純屬虛構。